# Bellevue-la-Montagne
Bellevue-la-Montagne is een gemeente in het Franse departement Haute-Loire (regio Auvergne-Rhône-Alpes) en telt 504 inwoners (2004). De plaats maakt deel uit van het arrondissement Le Puy-en-Velay.

## Geografie
De oppervlakte van Bellevue-la-Montagne bedraagt 32,5 km², de bevolkingsdichtheid is 15,5 inwoners per km².
De onderstaande kaart toont de ligging van Bellevue-la-Montagne met de belangrijkste infrastructuur en aangrenzende gemeenten.

## Demografie
Onderstaande figuur toont het verloop van het inwonertal (bron: INSEE-tellingen).

## Geboren
- Morgane Coston (1990), Frans wielrenster